# Thrypticus romus
Thrypticus romus är en tvåvingeart som beskrevs av Daniel J. Bickel och Hernandez 2004. Thrypticus romus ingår i släktet Thrypticus och familjen styltflugor. Inga underarter finns listade i Catalogue of Life.